# Pare carabasser
El Pare Carabasser és un joc tradicional català de penyores.

## Funcionament
Un jugador fa de pare Carabasser. La resta es numeren.
Comença el pare Carabasser dient: 
- El pare Carabasser quan va morir va deixar tantes carbasses (un nombre no més gran que el de la resta de jugadors).
- El qui té aquest nombre dirà: 
  - Què sis? (en cas que ell tingui el sis) Tantes! (un altre nombre)[2]

I així anar seguint la cadena fins que un diu un nombre no existent o bada i no respon amb prou rapidesa. En aquest cas, paga penyora.